# TNA世界王座
TNA世界王座（TNA World Championship）は、TNAが管理、認定している王座。

## 歴史
TNAは設立当初、独自のヘビー級王座とタッグ王座を創設せず、歴史と知名度があるNWAと業務提携を結び、NWA世界ヘビー級王座とNWA世界タッグ王座を管理していた。
2007年5月13日、PPV「Sacrifice」を前にNWAとの業務提携解消により、クリスチャン・ケイジが保持しているNWA世界ヘビー級王座、ブラザー・レイ&ブラザー・ディーボン組が保持しているNWA世界タッグ王座の剥奪を発表。これに対してTNAは5月14日まではクリスチャン並びにレイ&ディーボン組が王者であるとの認識を示すと同時に、TNAが独自の王座を作成することをテレビ番組『TNA iMPACT!』で明らかにした。5月15日、TNA公式サイトで「TNAヘビー級王座」並びに「TNAタッグ王座」の詳細を発表。直後にPWI（Professional Wrestling Illustrated）で、これが世界王座に値するとの見解が示された。これをもってTNAは王座名を変更してTNA世界ヘビー級王座とTNA世界タッグ王座を創設。
2017年3月2日、団体名をインパクト・レスリングに改称したため、王座名をインパクト世界王座に変更。
2020年1月12日、テッサ・ブランチャードが王者のサミ・キャラハンを破って初の女子王者が誕生。
2024年1月1日、団体名をTNAに戻したため、王座名をTNA世界王座に変更。

## 歴代王者
| 歴代               | 選手                       | 戴冠回数 | 獲得日付       | 獲得場所                           |
| ------------------ | -------------------------- | -------- | -------------- | ---------------------------------- |
| 非公認             | カート・アングル           |          | 2007年5月13日  | フロリダ州オーランド               |
| 2007年5月14日剥奪  |                            |          |                |                                    |
| 初代               | カート・アングル           | 1        | 2007年6月17日  | テネシー州ナッシュビル             |
| 第2代              | スティング                 | 1        | 2007年10月14日 | ジョージア州ダルース               |
| 第3代              | カート・アングル           | 2        | 2007年10月16日 | フロリダ州オーランド               |
| 第4代              | サモア・ジョー             | 1        | 2008年4月13日  | マサチューセッツ州ローウェル       |
| 第5代              | スティング                 | 2        | 2008年10月12日 | イリノイ州ホフマンエステーツ       |
| 第6代              | ミック・フォーリー         | 1        | 2009年4月19日  | ペンシルベニア州フィラデルフィア   |
| 第7代              | カート・アングル           | 3        | 2009年6月21日  | ミシガン州オーバーンヒルズ         |
| 第8代              | AJスタイルズ               | 1        | 2009年9月20日  | フロリダ州オーランド               |
| 第9代              | ロブ・ヴァン・ダム         | 1        | 2010年4月19日  | フロリダ州オーランド               |
| 第10代             | ジェフ・ハーディー         | 1        | 2010年10月10日 | フロリダ州デイトナビーチ           |
| 第11代             | ミスター・アンダーソン     | 1        | 2011年1月9日   | フロリダ州オーランド               |
| 第12代             | ジェフ・ハーディー         | 2        | 2011年2月13日  | フロリダ州オーランド               |
| 第13代             | スティング                 | 3        | 2011年3月3日   | ノースカロライナ州ファイエットビル |
| 第14代             | ミスター・アンダーソン     | 2        | 2011年6月12日  | フロリダ州オーランド               |
| 第15代             | スティング                 | 4        | 2011年7月11日  | フロリダ州オーランド               |
| 第16代             | カート・アングル           | 4        | 2011年8月7日   | フロリダ州オーランド               |
| 第17代             | ジェームズ・ストーム       | 1        | 2011年10月8日  | フロリダ州オーランド               |
| 第18代             | ボビー・ルード             | 1        | 2011年10月26日 | ジョージア州メイコン               |
| 第19代             | オースチン・エリーズ       | 1        | 2012年7月8日   | フロリダ州オーランド               |
| 第20代             | ジェフ・ハーディー         | 3        | 2012年10月14日 | アリゾナ州フェニックス             |
| 第21代             | ブリー・レイ               | 1        | 2013年3月10日  | テキサス州サンアントニオ           |
| 第22代             | クリス・セイビン           | 1        | 2013年7月18日  | ケンタッキー州ルイビル             |
| 第23代             | ブリー・レイ               | 2        | 2013年8月15日  | バージニア州ノーフォーク           |
| 第24代             | AJスタイルズ               | 2        | 2013年10月20日 | カリフォルニア州サンディエゴ       |
| 2013年10月29日剥奪 |                            |          |                |                                    |
| 第25代             | マグナス                   | 1        | 2014年1月9日   | フロリダ州オーランド               |
| 第26代             | エリック・ヤング           | 1        | 2014年4月10日  | フロリダ州オーランド               |
| 第27代             | ボビー・ラシュリー         | 1        | 2014年6月19日  | ペンシルベニア州ベスレヘム         |
| 第28代             | ボビー・ルード             | 2        | 2014年9月18日  | ペンシルベニア州ベスレヘム         |
| 第29代             | ボビー・ラシュリー         | 2        | 2015年1月7日   | ニューヨーク州ニューヨーク         |
| 第30代             | カート・アングル           | 5        | 2015年1月31日  | イギリス・ロンドン                 |
| 第31代             | イーサン・カーター3世      | 1        | 2015年6月21日  | フロリダ州オーランド               |
| 第32代             | マット・ハーディー         | 1        | 2015年10月4日  | ノースカロライナ州コンコード       |
| 2015年10月6日返上  |                            |          |                |                                    |
| 第33代             | イーサン・カーター3世      | 2        | 2016年1月5日   | ペンシルベニア州ベスレヘム         |
| 第34代             | マット・ハーディー         | 2        | 2016年1月8日   | ペンシルベニア州ベスレヘム         |
| 第35代             | ドリュー・ギャロウェイ     | 1        | 2016年3月15日  | フロリダ州オーランド               |
| 第36代             | ボビー・ラシュリー         | 3        | 2016年6月12日  | フロリダ州オーランド               |
| 2016年8月12日返上  |                            |          |                |                                    |
| 第37代             | エディ・エドワーズ         | 1        | 2016年10月3日  | フロリダ州オーランド               |
| 第38代             | ボビー・ラシュリー         | 4        | 2017年1月8日   | フロリダ州オーランド               |
| 第39代             | アルベルト・エル・パトロン | 1        | 2017年7月2日   | フロリダ州オーランド               |
| 2017年8月14日剥奪  |                            |          |                |                                    |
| 第40代             | イーライ・ドレイク         | 1        | 2017年8月17日  | フロリダ州オーランド               |
| 第41代             | オースチン・エリーズ       | 2        | 2018年1月10日  | フロリダ州オーランド               |
| 第42代             | ペンタゴン・ジュニア       | 1        | 2018年4月22日  | フロリダ州オーランド               |
| 第43代             | オースチン・エリーズ       | 3        | 2018年4月24日  | フロリダ州オーランド               |
| 第44代             | ジョニー・インパクト       | 1        | 2018年10月14日 | ニューヨーク州クイーンズ           |
| 第45代             | ブライアン・ケイジ         | 1        | 2019年4月28日  | カナダ・オンタリオ州トロント       |
| 第46代             | サミ・キャラハン           | 1        | 2019年10月25日 | カナダ・オンタリオ州ウィンザー     |
| 第47代             | テッサ・ブランチャード     | 1        | 2020年1月12日  | テキサス州ダラス                   |
| 2020年6月25日剥奪  |                            |          |                |                                    |
| 第48代             | エディ・エドワーズ         | 2        | 2020年7月18日  | テネシー州ナッシュビル             |
| 第49代             | エリック・ヤング           | 2        | 2020年9月1日   | テネシー州ナッシュビル             |
| 第50代             | リッチ・スワン             | 1        | 2020年10月24日 | テネシー州ナッシュビル             |
| 第51代             | ケニー・オメガ             | 1        | 2021年4月25日  | テネシー州ナッシュビル             |
| 第52代             | クリスチャン・ケイジ       | 1        | 2021年8月13日  | ペンシルベニア州ピッツバーグ       |
| 第53代             | ジョシュ・アレキサンダー   | 1        | 2021年10月23日 | ネバダ州サンライズマナー           |
| 第54代             | ムース                     | 1        | 2021年10月23日 | ネバダ州サンライズマナー           |
| 第55代             | ジョシュ・アレキサンダー   | 2        | 2022年4月23日  | ニューヨーク州ポキプシー           |
| 2023年3月24日返上  |                            |          |                |                                    |
| 第56代             | スティーブ・マクリン       | 1        | 2023年4月16日  | カナダ・オンタリオ州トロント       |
| 第57代             | アレックス・シェリー       | 1        | 2023年6月9日   | オハイオ州コロンバス               |
| 第58代             | ムース                     | 2        | 2024年1月13日  | ネバダ州ラスベガス                 |
| 第59代             | ニック・ネメス             | 1        | 2024年7月20日  | カナダ・ケベック州モントリオール   |
| 第60代             | ジョー・ヘンドリー         | 1        | 2025年1月19日  | テキサス州ガーランド               |
| 第61代             | トリック・ウィリアムズ     | 1        | 2025年5月26日  | フロリダ州タンパ                   |